# Cyrtopodium gonzalezii
Cyrtopodium gonzalezii é uma orquídea do gênero Cyrtopodium, de hábito terrestre, encontrada em todo o centro-oeste, e no nordeste, sul e sudeste brasileiro.